# Nino de Angelo
Nino de Angelo, właśc. Domenico Gerhard Gorgoglione (ur. 18 grudnia 1963 w Karlsruhe) – niemiecki wokalista włoskiego pochodzenia, okazjonalnie aktor. Najbardziej znany z przeboju Jenseits von Eden, który w Niemczech otrzymał Złotą Płytę.

## Życiorys
Urodził się w Karlsruhe w Republice Federalnej Niemiec, jako Domenico Gerhard Gorgoglione, w rodzinie włoskich imigrantów. W 1979 rozpoczął karierę muzyczną w perskiej restauracji, wykonując covery piosenek Elvisa Presleya, Adriana Celentana i Renata Zera. Rok później, w 1980, oficjalnie został obywatelem RFN. 
W latach 80. XX wieku wydał kilka singli i albumów. W 1981, mając 17 lat, podpisał kontrakt z Polydor Records i pod pseudonimem Nino przed końcem roku wydał dwa single - Siebzehn oraz Der Ring, den Du trägst, ale żaden z nich nie zdobył większej popularności. W lutym 1982 zamienił pseudonim na Nino de Angelo i nagrał trzeci singiel Und ein Engel fliegt in die Nacht. Kolejny singiel, wydany w 1983, Ich sterbe nicht nochmal został wyprodukowany przez Joachima Horna-Berngesa. Jako idol nastolatków trafił na okładkę magazynu „Bravo”.
Popularność zdobył dzięki wydanemu w listopadzie 1983 utworowi Jenseits von Eden, autorstwa Drafi Deutschera i Joachima Horna-Berngesa. Singiel znalazł się na 1. miejscu listy przebojów w Niemczech (na liście przez 8 tygodni, w okresie 2 stycznia 1984 – 26 lutego 1984), Szwajcarii (na liście przez 5 tygodni, w okresie 29 stycznia 1984 – 3 marca 1984) oraz Austrii (na liście przez 2 tygodnie, w okresie 1 lutego 1984 – 14 lutego 1984). W Niemczech utwór otrzymał certyfikat Złotej Płyty. Piosenka została również nagrana w wersji anglojęzycznej, Guardian Angel, która to zajęła 57. miejsce na brytyjskiej liście przebojów oraz włoskojęzycznej, La valle dell'Eden. Co ciekawe włoskojęzyczna wersja, w wyniku błędu, pierwotnie została wydana pod hiszpańskim tytułem La valle del Edén.
W 1989 rozpoczął współpracę z Dieterem Bohlenem. W tym samym roku wystąpił w 34. Konkursie Piosenki Eurowizji, w którym zajął 14. miejsce (zdobył 46 punktów). We współpracy z Dieterem Bohlenem powstał album Samuraj z 11 premierowymi piosenkami i jednym coverem utworu There’s Too Much Blue In Missing You grupy Modern Talking. W późniejszym czasie został wydany album Flieger (1989) z dwiema kompozycjami Bohlena i Zurück nach vorn (2003) z dwoma utworami Bohlena w nowych aranżacjach.
Występował gościnnie w serialach: WDR Känguru (1985), ZDF Die Bertinis (1988) i RTL Kobra – oddział specjalny w odcinku pt. „Na wschód od Edenu” (Jenseits von Eden, 2017), którego tytuł jest taki sam, jak jedna z jego piosenek. W operze mydlanej RTL Unter Uns (Między nami, 2006. 2008, 2009) zagrał postać Michaela Wintera.
W latach 90. XX wieku zmagał się z rakiem węzłów chłonnych i problemami finansowymi.

## Dyskografia
- 1983: Junges Blut
- 1984: Jenseits von Eden
- 1984: Nino
- 1984: Zeit für Rebellen
- 1985: Time To Recover
- 1986: Ich suche nach Liebe
- 1987: Durch tausend Feuer
- 1988: Baby Jane
- 1989: Samuraj
- 1989: Flieger
- 1991: De Angelo
- 1993: Verfluchte Zeiten
- 2000: Schwindelfrei
- 2002: Solange man liebt…
- 2003: Zurück nach vorn
- 2004: Un Momento Italiano
- 2005: Nino
- 2012: Das Leben ist schön
- 2014: Meisterwerke – Lieder meines Lebens
- 2017: Liebe für immer